# Ștefan Ardeleanu
Ștefan Ardeleanu (Satu Mare, 14 gennaio 1946) è un ex schermidore rumeno, specialista del fioretto, vincitore di una medaglia d'oro e due di bronzo ai Campionati mondiali di scherma.